# Col·lètids
Els col·lètids (Colletidae) són una família d'himenòpters apòcrits que inclou 2547 espècies. Es tracta d'abelles que produeixen una secreció amb la qual cobreixen o enguixen les parets interiors dels seus nius, aplicant-les amb els seus aparells bucals. Aquestes secrecions es converteixen en un tipus de cel·lofana o plàstic dur i resistent. D'allí que en anglès són anomenades «abelles de polièster».

## Taxonomia
La família dels col·lètids inclou cinc subfamílies:
- Colletinae
- Diphaglossinae
- Euryglossinae
- Hylaeinae
- Xeromelissinae